# Калифорнијски чекињасти кунић
Калифорнијски чекињасти кунић (лат. Sylvilagus bachmani, рус. Калифорнийский кролик), је врста сисара из рода Sylvilagus породице зечева (Leporidae). Врста насељава област на западној обали САД, од реке Колумбија у Орегону на северу, планинских венаца Сијера Невада и Каскадских планина у држави Калифорнија на истоку, до границе са Мексиком на југу, као и цело полуострво Доња Калифорнија у Мексику.

## Опис
Калифорнијски чекињасти кунић је мањи од већине других врста из рода Sylvilagus, а разликује се и по боји доње стране репа, која је код њега сива, а не бела. Крзно на горњем делу тела може бити смеђе или сиве боје, док је крзно на доњем делу тела увек бело. Одрасле јединке достижу дужину од 25-35 cm и тежину до 900 gr.
Постоји 6 признатих подврста калифорнијског чекињастог кунића: S. b. ubericolor, S. b. cinerascens, S. b. bachmani, S. b. exiguus, S. b. howelli, S. b. cerrosensis.
Први амерички досељеници су на западну обалу са собом донели и пустили у дивљину источноамеричког кунића (Sylvilagus floridanus), који је требало да им представља извор хране. У деловима Орегона где се ова врста мешала са калифорнијским чекињастим кунићем, калифорнијски чекињасти кунићи хибриди су мале величине као и чистокрвне јединке али им је крзно са доње стране репа беле боје, а не сиве.

## Размножавање
Као и код других кунића сезона парења калифорнијских чекињастих кунића траје током целе године, али врхунац сезоне парња је између фебруара и августа. Скотност женке траје 22 дана. Женка може у току године имати и до 5 легала, али најчешће од два до три. У једном леглу може бити од једног до седам младунаца, а просечан број је три.

## Исхрана и станиште
Калифорнијски чекињасти кунић је биљојед и храни се претежно травом, детелином, бобицама и лишћем грмова.
Врста насељава густа жбуновита станишта, нарочито чапарал. Такође се јавља у храстовим и четинарским шумама, као и у травнатим стаништима. Калифорнијски чекињасти кунић ствара мрежу пролаза кроз вегетацију, који му служе за бекство у случају опасности. Јазбине у којима живи, не копа сам, већ их преузима од других животиња. У Заливској области Сан Франциска, примећено је да је врста активнија по ободима жбуновитих области него у травнатим областима.

## Грабљивци
Грабљивци који лове ову врсту кунића су кугуар, којот, лисица, риђи рис, ласице, разне птице грабљивице и змије. Стратегије преживљавања које користи када дође у опасност су: непомичност када се налази у жбуновитим областим и трчање у цик-цак када се налази на отвореном простору.
Људи не лове калифорнијске чекињасте куниће у мери у којој лове друге врсте из рода Sylvilagus, вероватно због мале величине. Још један разлог може бити и то што није штеточина (не наноси штету усевима).
Одређене подврсте су угрожене и заштићене су државним и федералним законима.